# Marvin Carlson
Marvin A. Carlson (* 1935) ist ein US-amerikanischer Theaterwissenschaftler.
Er begann seine Studien an der University of Kansas und promovierte an der Cornell University. Sein erster Besuch fand in Wichita mit 18 Jahren statt; es war eine Lesung mit Judith Anderson und Tyrone Power, unter anderen.
Er arbeitet vor allem über die Theorie und Geschichte des Theaters, und zwar ohne epochale Begrenzung von der Theatertheorie der Antike bis ins 21. Jahrhundert. Sein am weitesten verbreitetes Buch, Theories of the Theatre (Cornell University Press, 1993), wurde in acht Sprachen übersetzt. Darüber hinaus hat er vor allem zur westeuropäischen Theatergeschichte des 18. bis 20. Jahrhunderts publiziert. Er ist Herausgeber der Zeitschrift Western European Stages. Er besucht seit seiner Ansässigkeit in New York Theateraufführungen mehrmals in der Woche; generell zieht er europäisches Theater vor. Karin Beiers Inszenierung vom Sommernachtstraum am Düsseldorfer Schauspielhaus (1996) zählt zu seinen Lieblingsstücken.
Marvin Carlson hat unter anderem an der Cornell University und dem Graduate Center der City University of New York gelehrt, als Gastprofessor war er an der Freien Universität Berlin und Fellow am Institute of Advanced Studies der Indiana University. Für seine wissenschaftliche Arbeit erhielt er mehrfach Preise und Stipendien, zuletzt ein Ehrendoktorat im Jahr 2005 von der Universität Athen. 2022 wurde Carlson in die American Academy of Arts and Sciences gewählt.

## Publikationen
- Performance: A Critical Introduction. Routledge, 1980 ISBN 978-0-415-13703-4
- Theories of the Theatre: A Historical and Critical Survey from the Greeks to the Present. Cornell University Press, 1984, ISBN 978-0-8014-8154-3
- Theatre Semiotics: Signs of Life. Indiana University Press, 1990, ISBN 978-0-253-31315-7
- Voltaire and the Theatre of the Eighteenth Century. Greenwood Press, 1998, ISBN 978-0-313-30302-9
- Speaking in Tongues: Languages at Play in the Theatre. University of Michigan Press, 2006, ISBN 978-0-472-11547-1
- Theatres of Morocco, Algeria and Tunisia (mit Khalid Amine). Palgrave Macmillan, 2011, ISBN 978-1-349-32657-0.